# Simos de Salamina
Simos de Salamina (en llatí Simus, en grec antic Σῖμος) va ser un escultor grec nadiu de Salamina, fill de Temistòcrates.
Es coneix el seu nom el nom per dues inscripcions que s'han conservat, una a una base d'una estàtua de bronze actualment al Museu del Louvre, trobada a l'illa de Tera. Per la inscripció se sap que representava a un particular i estava dedicada a Dionís. I l'altra, trobada a Rodes que correspon al peu d'una estàtua d'un personatge de nom Hipòmac fill d'Estràtip que era agonoteta i choragus (director del cor), dedicada per un ciutadà d'Atenes de nom Esmicit. Per alguns detalls se l'ha classificat dins el període alexandrí.